# Törés (film)
A Törés (Fracture) 2007-ben bemutatott amerikai thriller Gregory Hoblit rendezésében, Anthony Hopkins és Ryan Gosling főszereplésével. A két színész pszichológiai párharcára épülő film vegyíti a bírósági eljárást taglaló és a krimikre jellemző cselekményelemeket.
Az Egyesült Államokban a New Line Cinema mutatta be 2007. április 20-án, míg Magyarországon ugyanezen év augusztus 16-án kerül a mozikba az InterCom forgalmazásában.

## Szereplők
| Szereplő          | Színész          | Magyar hang    |
| ----------------- | ---------------- | -------------- |
| Ted Crawford      | Anthony Hopkins  | Fodor Tamás    |
| Willy Beachum     | Ryan Gosling     | Zámbori Soma   |
| Joe Lobruto       | David Strathairn | Fülöp Zsigmond |
| Nikki Gardner     | Rosamund Pike    | Létay Dóra     |
| Rob Nunally       | Billy Burke      | Kamarás Iván   |
| Jennifer Crawford | Embeth Davidtz   | Incze Ildikó   |
| Flores nyomozó    | Cliff Curtis     | Háda János     |
| Robinson bírónő   | Fiona Shaw       | Illyés Mari    |
| Gardner bíró      | Bob Gunton       | Barbinek Péter |
| Moran bíró        | Xander Berkeley  | Izsóf Vilmos   |

## Cselekmény
Ted Crawford rendszertervező mérnökként dolgozik. Páratlan elméjű, precíz, az apró részletekre is ügyet vető ember. Felesége láthatóan fiatalabb nála, s viszonyt folytat egy nyomozóval. Crawford rájön a dologra, s egy este lelövi feleségét. A helyszínre érkező rendőrségi alakulat vezetője történetesen Rob Nunally, a férfi, akivel Jennifer Crawford hűtlenségbe esett. Ted kizárólag Nunallyt engedi be házába, majd megegyeznek, hogy mindketten leteszik a fegyvert. Crawford elmondja a detektívnek, hogy lelőtte feleségét, aki most egy másik helyiségben fekszik. Nunally belépve oda döbbenten látja, hogy az életveszélyben lévő nő egyben az ő szerelme. Jennifer kómás állapotban kórházba kerül, Crawfordot pedig őrizetbe veszik.
Willy Beachum feltörekvő, tehetséges ügyész, aki most nagy lehetőséget kapott: egy jó hírű cégnél dolgozhat. Utolsó feladatként azonban hozzákerül Crawford ügye, amelyet Beachum sétagaloppnak tekint: a férfi lelőtte a feleségét, megvan a gyilkos fegyver és vallomást is tett. Crawford engedélyt kap a bíróságtól, hogy a tárgyalás során önmagát képviselje, s Beachum is megtetszik neki, így ő lesz a vád képviselője. Ted azonban nehéz falatnak bizonyul: olyan játékba kezd Beachummel, amire a fiatalember nem számított. Rövidesen kiderül, hogy a fegyver, amellyel Jennifer Crawfordot lelőtték, nem egyezik meg a Crawfordnál találttal. Ráadásul a tárgyalás során, mikor Nunally ül a tanúk padján, Crawford felfedi, hogy a nyomozónak viszonya volt az áldozattal. Ez a fordulat mindenkit váratlanul ér, köztük Nunallyt is, aki csak a gyilkossági kísérlet estéjén szerzett tudomást szeretője férjének kilétéről, s így az sem volt világos számára, hogy Crawford tud a viszonyról. Beachum neheztelt a nyomozóra, mert ezt a tényt elhallgatta előle. Mivel Nunally jelen volt Crawford kihallgatásán, a bírónő úgy dönt, hogy a vallomást nem lehet bizonyítékként felhasználni a bíróságon. Sajnos a vád nem tud új bizonyítékkal előállni, mivel a fegyver továbbra sem került elő. Crawfordot így bizonyíték hiányában felmentik. Amint mindenki kifelé igyekszik a tárgyalóteremből, az épület lépcsőjén lövés dördül: Nunally végzett magával.
Beachumnek nem csak új állása, s egyúttal karrierje lett semmivé, de megszállottjává is válik, hogy elcsípje Crawfordot. Gyakran jár be Jenniferhez a kórházba, hogy ha csekély esély is van rá, magához tértekor jelen legyen. Egy ízben Crawford jelenik meg, intézkedésére Jennifert lekapcsolják a gépről, Beachum hiába szerez ezt megtiltó bírói végzést. Beachum és a Crawford-ügyben részt vett Flores nyomozó egy alkalommal véletlenül összecseréli ugyanolyan típusú mobiltelefonját, s ekkor Willy hirtelen rájön Crawford trükkjére. Ellátogat a férfihez, aki éppen elutazni készül. Minden apró részlet a helyére kerül: Crawford ismerte Nunally fegyverének típusát, így magának is ilyen szerzett be, s a gyilkosság napján követte feleségét a találkájára, s ekkor kicserélte a saját fegyverét Nunallyével. Jenniferre a nyomozó pisztolyával lőtt rá. Amikor a bűntényt követően Nunally belépett a házba, fegyverét letette, majd kétségbeesetten a nőhöz rohant. Ezalatt Crawford visszacserélte a fegyvereket, így Nunally már a sajátjával távozott, amelyből a golyókat kilőtték. Ted végighallgatja Willyt, ám önelégülten tájékoztatja a fiatalembert róla, hogy bár rájött a titok nyitjára, mindketten jól tudják, a kettős kockázat értelmében nem foghatják perbe másodszor is ugyanazzal a váddal. Ezúttal azonban törés keletkezik Crawford sziklaszilárdnak hitt tervében. Most Beachum jár túl az ő eszén, ugyanis Crawford gyilkossági kísérlet vádjával állt bíróság elé korábban, s mivel Jennifer most már halott, az új eljárásban gyilkosságért kell felelnie. A meglepett Crawfordot odakint már várja a rendőrség.

## Hasonlóságok Hanniballal
A film bemutatója idején több helyütt is felhozták, hogy Hopkins újfent a Hannibal Lecter-karaktert játssza. A színész erre úgy reagált: „Túlzás volna azt állítani, hogy akit itt játszom, Hannibal Lecter rokona.” „Ez egy másfajta thriller, másfajta figurákkal. A régi Hannibal-szerepemből csak egyetlenegy trükköt használtam föl a mostani megformálásához. Akkor tanultam meg úgy nézni, hogy nagyon hosszan nem pislogok. Ez talán fel sem tűnik a nézőnek, mégis fenyegetően és kísértetiesen hat. Ezt most is bevetettem: a Törésben egyetlen filmkockán sem pislogok. De ettől még nem lettem újra Hannibal.”
Egy másik interjú alkalmával Hopkins úgy nyilatkozott, hogy „Nem baj, ha az új filmemről sokaknak Hannibal jut az eszébe”. „Ez a film tiszteletadás előtte.”

## Fogadtatás

### Kritikai fogadtatás
A filmet mind a kritikusok, mind a nézők jól fogadták. A Rotten Tomatoes oldalán a vélemények 71%-ban pozitívnak bizonyultak, azzal a konszenzussal, hogy „Gosling és Hopkins remek alakítást nyújtanak.” Az Internet Movie Database több tízezer szavazója szintén 71%-ra, azaz 7,1 csillagra értékelte a Törést.

### Box office
A filmet 2443 moziban mutatta be a New Line Cinema Észak-Amerikában. Első hétvégéjén 11 millió dollárt hozott, ami közepes eredmény – ugyanakkor a legmagasabb a rendező, Gregory Hoblit karrierjében –, s az április 20-22-i hétvégén a toplista második helyére volt elég; a második hete első Disturbiá-t nem tudta legyőzni, de kettővel a több moziban vetített Elhagyott szoba előtt futott be. Az ezt követő hetekben az érdeklődést csak lassan fogyott a Törés iránt, így végül 39 millió dollárral zárt Amerikában.
A világ többi részén közel 52 millió dollár gyűlt össze. A legérdeklődőbb piacnak Franciaország bizonyult, ahol a májusban startolt produkció 8 millió dollár felett keresett.

## Érdekességek
- A Törés az első együttműködés a New Line Cinema stúdió és a Castle Rock Entertainment produkciós cég között a ’90-es évek közepe óta, azaz mióta Ted Turner felvásárolta mindkét vállalatot.
- Az eredeti forgatókönyvben Crawford keresztneve Ted helyett Tom volt, Willy vezetékneve Beachum helyett Slocum.
- A vers, amelyből Beachum felolvas Jennifer Crawfordnak, az Oh, the Places You’ll Go! Dr. Seusstól.
- Beachum szerepére Chris Evans is jelentkezett.
- Beachum irodájának hátterében látható egy ügy aktája, „Bonaventura” felirattal. Ez a film kellékesének vezetékneve.
- Crawford idős kora ellenére egy 612 lóerős Porsche Carrera GT típusú, kis példányszámban gyártott sportautó ritkasággal jár. A felesége egy Porsche Boxsterrel. A házuk udvarán pedig egyik alkalommal feltűnik, hogy a házaspár birtokában van egy Porsche Cayenne Turbo sportos terepjáró (SUV) is. Ez a momentum nemcsak a gazdagságukat szimbolizálja, hanem egyben rendkívül kifinomult ízlésről is tanúskodik. Kiváltképpen a Carrera GT összepasszol a gazdája mindenben tökéletességet kereső (és megvalósító) személyiségével.[10]
- A filmben látható gépezetek, amelyeken golyók gördülnek, Rube Goldenberg alkotásai, akinek Anthony Hopkins nagy rajongója. A főszerepet játszó színész ötlete volt, hogy az 1970-ben elhunyt humorista találmányaihoz hasonló eszközök szerepet kapjanak a filmben. „Imádom ezeket a masinákat.” „Golyók gördülnek végig hosszú, bonyolult vájatokban, csappantyúk emelkednek, ajtók nyílnak, emelők dolgoznak, az egész nagyon komplikált, mégsem akar semmit. Amikor elolvastam a Törés forgatókönyvét, rögtön megint ezek jutottak eszembe. Ebben a krimiben én egy nagyon bonyolult gondolkodású, nagyon ravasz, a részletek iránt perverz figyelmet mutató mérnököt játszom. Gondoltam, ez az alak épp ilyeneket építene, és épp olyan gondosan tervezné meg őket, mint ahogy a felesége meggyilkolását. Legnagyobb meglepetésemre, a forgatókönyvíró rögtön megértette, miről beszélek, és hamar elfogadta az ötletemet – kiderült, hogy ő is sokat játszott ilyesmikkel a kisfiával.”[11]
- A film befejezése több változtatáson is keresztülesett, mielőtt elérte végleges formáját.
  - Daniel Pyne eredeti elképzelése szerint Beachum a mobilok nélkül, a fegyverek fényképei alapján jött volna rá a cseretrükkre, majd amikor kitálal Crawfordnak az elvesztve önuralmát haragjában szétveri a golyós gépét. Ez azonban eléggé elütött Crawford addigi hidegvérű jellemétől, valamint a jelenetben Beachum kicsit "túlnyeri" magát Crawforddal szemben, emiatt elvetették.
  - A Glenn Gers által átdolgozott forgatókönyvben Beachum a film végén fontolóra vette volna, hogy lelövi Crawfordot, és a konfrontációjuk során jött volna rá a fegyverek kicserélésére. Végül azzal buktatta volna meg Crawford tervét, hogy a férfi nem vette figyelembe a golyókon hagyott ujjlenyomatait, mivel biztos volt abban, hogy Nunally fegyverét senki nem fogja ellenőrizni. Ez a befejezés szintén nem illett a két főszereplőhöz, Beachum-et túlzottan megszállottnak, Crawfordot pedig enyhén gondatlannak mutatta volna.[12]
- A film eredetileg Crawford letartóztatásával véget ért volna. A készítők a forgatás során döntötték el, hogy az utolsó jelenet legyen inkább az újabb bírósági eljárás megkezdése, mert az szimbolizálja a Beachum és Crawford között folytatódó párharcot, egyúttal Beachum jellemfejlődését is igazolja, miután azt látja, hogy Crawfordot az ő korábbi munkaadói képviselik a tárgyaláson.[13]